# Mas del Pier
El Mas del Pier és una masia de Reus (Baix Camp). De fet hi ha dos masos amb el mateix nom, que són de dos germans, separats l'un de l'altre pel camí dels Morts. L'un és a Bellissens, al sud del Mas del Freixe i del de les Bessones. L'altre és a l'oest del mas del Larrard Nou, a la Vinadera.

## Descripció
Del que parlarem és del situat al sud del camí dels Morts, que és el més significatiu. El mas és una construcció de planta rectangular molt allargassada, amb dues plantes d'alçada i coberta plana. Un exemple clar de creixement lineal. La resta de construccions auxiliars, que es troben davant del mas, són aïllades i de planta baixa, construïdes a poca distància, les unes de les altres, conformant un pati de treball entre aquestes i el mas, amb un gran arbre al centre. L'estat actual del mas, és deficient.